# روسولا مسودة
روسولا مسودة (الاسم العلمي: Russula nigricans) هي نوع من الفطريات تتبع جنس الروسولا من الفصيلة الروسولية.